# Басовы
Ба́совы — древние русские дворянские роды.
1. Потомство Фатея Басова — Василия Рубца и Афанасия, тульских помещиков начала XVII века. Этот род был записан в VI часть дворянских родословных книг Тульской и Московской[1] губерний России[2].
2. Родоначальником второго стал Анисим Васильевич Басов, вёрстанный поместным окладом (1675). Эти Басовы были записаны Губернским дворянским депутатским собранием в VI часть родословной книги Костромской губернии Российской империи[2].
3. Потомство Алексея Васильевича Басова и его внуков: Ильи, Василия, Бориса и Ивана Осиповых. Этот род Басовых был вписан в VI часть дворянских родословных книг Тверской и Смоленской губерний Российской империи[2].

Иван Дмитриевич Басов записан в Боярской книге московским дворянином (1692).
Известны ещё несколько дворянских родов этой фамилии более современного происхождения.

## Описание герба
Щит разделён перпендикулярно на две части и имеет голубое и красное поля, из коих в первой находятся золотой хлебный колос и серебряный серп, а во второй серебряная шпага с золотым эфесом, острием обращённая к левому верхнему углу.
Щит увенчан дворянскими шлемом и короной с тремя страусовыми перьями. Намёт на щите красный и голубой, подложенный серебром.
Герб дворянского рода Басовых (Костромской губ.) был записан в Часть X Общего гербовника дворянских родов Всероссийской империи, страница 78.